# Rhodachlyales
Ordre
L'ordre des Rhodachlyales est un ordre d'algue rouges de la classe des Florideophyceae.

## Liste des familles
Selon AlgaeBase (25 juil. 2012) et World Register of Marine Species (25 juil. 2012) :
- famille des Rhodachlyaceae G.W.Saunders, S.L.Clayden, J.L.Scott, K.A.West, U.Karsten & J.A.West

Selon NCBI (25 juil. 2012) :
- famille des Rhodachlyaceae
  - genre Rhodachlya